# Província de Koh Kong
La província de Koh Kong (Khétt Kaôh Kŏng) és una de les 23 províncies de Cambodja. El seu nom vol dir província de l'illa de Kong, i la seva capital es troba a la ciutat de Koh Kong.

## Geografia
Sent la província més al sud-oest de Cambodja, Koh Kong té una llarga línia costanera sense desenvolupar i un interior muntanyós, boscós i de difícil accés, que abasta part de les muntanyes Cardamom i una secció del Parc Nacional de Kirirom. Els seus atractius turístics són els casinos i els salts d'aigua. Actualment s'estan desenvolupant una zona franca industrial i unes noves instal·lacions portuàries per al comerç.

## Ràpid creixement
Posteriorment a l'alliberació de Cambodja dels khmers rojos el 1979, la província de Koh Kong encara estava poc poblada. Des que el govern nacional va encoratjar als cambotjans a viure-hi, hi ha hagut una gran afluència de persones. S'estima que l'índex anual mitjà de creixement de Koh Kong és del 16%, el qual ha suposat una forta pressió pels manglars de la província. A més les ciutats s'han desenvolupat ràpidament, en part per la pressió del mercat de Tailàndia i en part per la immigració que ha rebut d'altres de parts de Cambodja.

## Districtes
La província està dividida en 8 districtes (srŏk):
- Botum Sakor
- Kampong Seila
- Kiri Sakor
- Koh Kong
- Mondol Seima
- Smach Mean Chey
- Srae Ambel
- Thma Bang

## Pas fronterer

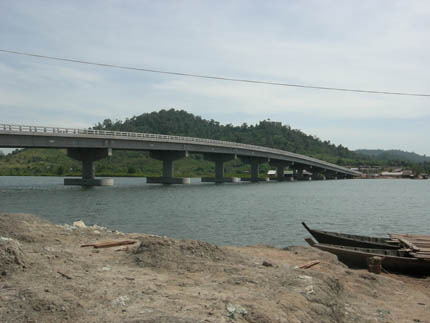
El més oriental dels quatre ponts nous (desembre de 2007)

La província és una porta d'entrada, cada vegada més popular, a Cambodja des de Hat Lek, a l'est de Tailàndia, en part a causa de l'accés raonablement directe amb el port i les platges de la ciutat de Sihanoukville. La frontera es troba a Cham Yeam, a uns 14 quilòmetres de Koh Kong.
Viatjar a Koh Kong ha esdevingut un viatge agradable, gràcies als ponts que es van començar a construir el 2002. Un d'ells, el més llarg mai construït a Cambodja, consta de 1.900 metres que creuen el mar i connecten la ciutat de Koh Kong amb el complex hoteler i la frontera internacional. El 2007 es va completar una carretera que unia la ciutat amb Sre Ambel, incloses 4 travesses de rius amb ponts oberts el maig de 2008, i que van ser una donació del govern tailandès a Cambodja.